# Ленінське (смт)
Ле́нінське (рос. Ленинское) — селище міського типу, центр Шабалінського району Кіровської області, Росія. Адміністративний центр Ленінського міського поселення.

## Населення
Населення становить 4686 осіб (2017; 4744 у 2016, 4773 у 2015, 4818 у 2014, 4859 у 2013, 4906 у 2012, 5054 у 2010, 4994 у 2009, 5490 у 2002, 5916 у 1989, 5722 у 1979, 5346 у 1970, 4911 у 1959).

## Історія
Поселення було засноване 1854 року як село Богородське у зв'язку з будівництвом церкви на честь Пресвятої Богоматері. 1882 року було відкрите земське трикласне училище, 1886 року — земська початкова школа та друге земське училище. 1904 року збудована нова чотирикласна школа. На початку 20 століття село було зв'язане залізничним сполученням, через що почало стрімко розвиватись. За 7 років було збудовано 80 будинків, утворено 5 вулиць. Станом на 1917 рік у селі було 90 будинків, кам'яна церква, 2 початкові школи, понад 20 магазинів, 12 складів, 2 парових млина, декілька майстерень. 1924 року село було перейменоване в сучасну назву, а 1945 року отримало статус селища міського типу. У селищі відкрились школи шиття, агрономів, тваринництва, колгоспних рахівників. На початку 1930-их років збудовано лікарню, промкобінат, заготовчі пункти та бази, ліспромгосп, харчовий комбінат, будинок рад. В роки другої світової війни тут знаходились 2 шпиталі.